# Глевенешть (комуна)
Глевенешть, Глевенешті (рум. Glăvănești) — комуна у повіті Бакеу в Румунії. До складу комуни входять такі села (дані про населення за 2002 рік):
- Глевенешть (1616 осіб)
- Мунчелу (294 особи)
- Путредень (138 осіб)
- Резешу (244 особи)
- Фрумушелу (1496 осіб)

Комуна розташована на відстані 225 км на північний схід від Бухареста, 51 км на південний схід від Бакеу, 102 км на південь від Ясс, 103 км на північний захід від Галаца.

## Населення
За даними перепису населення 2002 року у комуні проживали 3788 осіб.
Національний склад населення комуни:
| Національність | Кількість осіб | Відсоток |
| -------------- | -------------- | -------- |
| румуни         | 3779           | 99,8%    |
| цигани         | 7              | 0,2%     |
| угорці         | 2              | 0,1%     |

Рідною мовою назвали:
| Мова      | Кількість осіб | Відсоток |
| --------- | -------------- | -------- |
| румунську | 3785           | 99,9%    |
| угорську  | 3              | 0,1%     |

Склад населення комуни за віросповіданням:
| Релігія       | Кількість осіб | Відсоток |
| ------------- | -------------- | -------- |
| православні   | 3785           | 99,9%    |
| римо-католики | 1              | < 0,1%   |
| реформати     | 1              | < 0,1%   |
| п'ятдесятники | 1              | < 0,1%   |